# Nemzet és Szabadság Európája
A Nemzetek és Szabadság Európája (franciául: Europe des nations et des libertés, rövidítve ENF) szélsőjobboldali  politikai képviselőcsoport volt, amely 2015 és 2019 között működött az Európai Parlamentben. 37 képviselőből állt, és csak az Európai Parlament 8. ciklusa alatt létezett. 
2015-ben alakult, csatlakoztak hozzá többek között az Osztrák Szabadságpárt, a lengyel Új Jobboldali Kongresszus, az olasz Északi Liga és a német Alternatíva Németországért.
A politikai csoportosulás legfőbb közös ideológiával elvei a következők:
- A radikális jobboldali politika erősödése.
- A nemzetiek védelme, megsegítése és a tovább tanulásai.
- Az illegális bevándorlás megakadályozása, és a kivándorlás megakadályozása.
- A gazdasági politika megsegítése és védelme.
- Az oktatás erősödése és rendbehozása.
- A rendőrség és a katonaság erősödése és tovább fejlesztése.
- A rendvédelem helyreigazítása.

A Nemzet és Szabadság Európája frakciója a Mozgalom az Európai Nemzetekért és a Szabadságukért és az Európai Szövetség a Szabadságért.

## Pártok
- Osztrák Szabadságpárt (Ausztria)
- Flamand Érdek (Belgium)
- Nemzeti Gyűlés (Franciaország)
- Szabadságpárt (Hollandia)
- Új Jobboldali Kongresszus (Lengyelország)
- Északi Liga (Olaszország)
- Alternatíva Németországért (Németország)
- Magyar Nacionalista és Konzervatív Párt (Magyarország)